# Cantón de Montluçon-Sur
El cantón de Montluçon-Sur era una división administrativa francesa que estaba situada en el departamento de Allier y la región de Auvernia.

## Composición
El cantón estaba formado por cuatro comunas más una fracción de la comuna de Montluçon:
- Lavault-Sainte-Anne
- Lignerolles
- Montluçon (fracción)
- Néris-les-Bains
- Teillet-Argenty

## Supresión del cantón de Montluçon-Sur
En aplicación del Decreto n.º 2014-265, de 27 de febrero de 2014, el cantón de Montluçon-Sur fue suprimido el 22 de marzo de 2015 y sus 5 comunas pasaron a formar parte; tres del nuevo cantón de Montluçon-4, uno del nuevo cantón de Montluçon-3 y la delimitación de las fracciones de Montluçon fueron modificadas.